# 키레나이카 토후국
키레나이카 토후국(아랍어: إمارة برقة), 또는 "키레나이카 공국"은 사이드 이드리스가 1949년 3월 1일, 영국의 지원을 받아 일방적으로 키레나이카를 세누시 가문의 토후국으로 선포하여 생겨났다. 사이드 이드리스는 벵가지에서 열린 국제 회담에서 스스로를 키레나이카의 에미르로 선포했다. 허나 영국의 지지는 국제 연합의 태도를 바꾸는데 실패했고, 영국과 프랑스는 1949년 11월 21일 결의된 리비아 독립을 준비하여만 했다. 1951년 12월 24일 리비아 연합 왕국의 독립이 선포되었고, 같은 달 27일, 이드리스는 왕이 되어 이드리스 1세가 되었다.
이드리스는 1947년 스스로 에미르로 선포하면서 검은 바탕에 초승달과 별이 그려진 국기를 내걸었다. 이 깃발은 1951년 리비아의 국기를 만드는데 바탕이 되었는데, 순교자의 피를 상징하는 붉은 줄과 풍요를 상징하는 초록색 줄이 더해졌다. 리비아의 왕은 이 토후국 시절의 깃발 게양기에 하얀 왕관을 더해 자기 왕실의 기장으로 삼았다.
2012년 3월 6일, 63년 전 일어난 일과 유사한 일이 반복되자, 벵가지에서 키레나이카의 자치와 연방제를 요구하는 비슷한 회의가 열렸다. 이드리스의 후손인 아메드 알-세누시는 스스로를 키레나이카 임시 평의회의 지도자로 선포했다.

## 참고 문헌
1. 1 2  Minahan, James (2002). 《Encyclopedia of the Stateless Nations: S-Z》. Greenwood Publishing Group. 1659쪽. ISBN 978-0-313-32384-3.
2. 1 2 3  Schulze, Reinhard (2002). 《A modern history of the Islamic world》. I.B.Tauris. 135쪽. ISBN 978-1-86064-822-9.
3. ↑  Selassie, Bereket H. (1974). 《The executive in African governments》. Heinemann. 94쪽. ISBN 978-0-435-83100-4.
4. ↑  Barraclough, Flags of The World (1965), p. 215.
5. ↑  “Libyan leader says autonomy call a foreign plot - AlertNet”. 2012년 6월 11일에 원본 문서에서 보존된 문서. 2014년 5월 8일에 확인함.